# Mehrdad Oskouei
 (juillet 2023).
Mehrdad Oskouei (en persan: مهرداد اسکویی) est né le 12 septembre 1969 à Téhéran, en Iran. C'est un réalisateur et producteur indépendant de films iraniens. Il produit des films documentaires et il est également  photographe et formateur en réalisation cinématographique.

## Biographie
Mehrdad Oskouei obtient en 1996 un master des beaux-arts en réalisation à l'université de Téhéran,  département film et théâtre de la faculté des beaux-arts. Ses films ont été présentés dans plus de 50 pays lors de nombreux festivals nationaux et internationaux,  et ils ont reçu plus de 90 prix.
Selon le New York Times, il s'agit de l'un des plus importants réalisateurs de documentaire d'Iran.
Mehrdad Oskouei fait partie de nombreux programmes d'étude par des festivals internationaux de cinéma comme celui du Berlin Talented Campus, German Academy of Fine Arts, de l'IDFA academy ( L'Académie du festival international du film documentaire d'Amsterdam). Il effectue des séminaires en France, en Angleterre, en Pologne, en Suisse et aux Émirats arabes unis concernant d'importants réalisateurs comme Albert Maysles, Richard Leacock ou Frederick Wiseman.
En 2010, Mehrdad Oskouei reçoit un prix pour l'ensemble de sa carrière, décerné par l'Iranian Documentary Filmmakers Association Il reçoit aussi le prix Prince Claus aux Pays-Bas.
En janvier 2015, le Centre de la culture islamique de la province iranienne du Gilan le récompense pour ses recherches dans les archives et son histoire illustrée de la région. Il dirige le Comité spécial sur les documentaires de la culture iranienne de 2004 à 2008. Il est membre fondateur de l'Institut d’Anthropologie et de la culture d'Iran qui a interviewé des grands artistes et cinéastes Iraniens et étrangers.
En 2016, Mehrdad Oskouei remporte le Grierson Award pour le meilleur documentaire lors de la 60e édition de BFI London Film Festival. La même année, il est lauréat du  prix du meilleur réalisateur au festival Cinéma Vérité et au Festival du film de Fajr. Il reçoit le prix Amnesty International lors de la 66e édition du festival international du film de Berlin, (prix partagé avec Gianfranco Rosi, réalisateur de Fuocoammare). Il est aussi Ours d'or de cette même compétition. Il est lauréat du prix True Vision au festival True/False, dans le Missouri, aux États-Unis.
Mehrdad Oskouei, également photographe-documentaire, anime des séminaires sur son travail en Iran.

## Filmographie
- 2000 : My Mother’s Home, Lagoon (Khaneye madari'am,Mordaab) ; Réalisateur, producteur, scénariste[8]
- 2004 : The Other Side of Burka (Az pase borghe) ; Réalisateur, producteur, codirecteur de la photographie, scénariste
- 2005 : Maryam of Hengam Island (Maryam, jazirehye Hengam) ; Réalisateur, producteur, scénariste
- 2005 : Nose, Iranian Style (Damagh be sabke Irani) ; Réalisateur, producteur, scénariste
- 2007 : It's always late for freedom (Hamishe baraye azadi dir ast) ; Réalisateur, producteur, scénariste
- 2009 : A Taste of Iran (BBC World, épisode 1 et 4) (Irane man) ; Réalisateur, scénariste[9]
- 2011 : Les Derniers Jours de l'hiver (Akharin roozhaye zemestan) ; Réalisateur, producteur, scénariste
- 2016 : Des rêves sans étoiles (Ro'yahaye dame sobh) ; Réalisateur, producteur, scénariste
- 2019 : Sunless Shadows (documentaire) ; Réalisateur, producteur, scénariste[10]

## Récompenses
- Grand prix du jury et prix du public pour My Mother's Home, Lagoon au Maremma doc film festival, Italie, 2000
- Prix du meilleur documentaire pour La Dernière Éclipse au 5e Festival international du court métrage de Téhéran, Iran, 2000
- Ebensee Baren d'argent pour My Mother's Home, Lagoon au Festival international du court-métrage Ebensee, Autriche, 2000
- Médaille d'argent pour I Can't Remember Anything About Afghanistan, au Ebensee Festival Der Nationen, Autriche, 2002
- Ebensee Baren d'argent pour La Dernière Éclipse au Festival international du court-métrage Ebensee, Autriche, 2003
- Grand prix du jury pour My Mother's Home, Lagoon au Festival international du film d'Evry, France, 2003
- Meilleur prix pour I Can't Remember Anything About Afghanistan au 4e Festival international du film Voladero, Mexique, 2003
- Deuxième place de la catégorie documentaire pour La Dernière Éclipse au 5e Festival international du film et de la vidéo Voladero, Mexique, 2004
- Prix Horizons pour The Other Side of Burka (en) au 20e Festival international du film documentaire de Munich, Allemagne, 2005[11]
- Prix spécial du jury pour It's Always Late for Freedom au 3e Ukrainian International Doc Film Festival Contact, Ukraine, 2007
- Mention spéciale pour It's Always Late for Freedom au MedFilm Festival, Italie, 2008
- Prix du meilleur moyen métrage pour It's Always Late for Freedom au Festival international canadien du documentaire Hot Docs, Toronto, 2008
- Mention du jury pour It's Always Late for Freedom au 6e festival Planet DOC Review, Pologne, 2009[12]
- Prix Blackberry IDFA pour Les Derniers Jours de l'hiver au 24e Festival international du film documentaire d'Amsterdam (IDFA), Pays-Bas, 2011[13]
- Golden FIFOG du meilleur documentaire pour Les Derniers Jours de l'hiver au 7e Festival international du film oriental de Genève, Suisse, 2012[13]
- Mention spéciale du jury pour Les Derniers Jours de l'hiver au 21e festival Traces de vies, France, 2012
- Lauréat compétition jeunesse pour Les Derniers Jours de l'hiver aux 12e Escales Documentaires, France, 2012[13]
- Prix du meilleur réalisateur pour Des rêves sans étoiles au 34e Festival du film de Fajr, Iran, 2016[5]
- Prix Amnesty International pour Des rêves sans étoiles au 66e Festival international du film de Berlin, Allemagne, 2016[6]
- Prix True Vision pour Des rêves sans étoiles au Festival du film True/False (en), États-Unis, 2016[7]
- Prix du Grand jury de la fondation Reva et David Logan et prix de la meilleure idée originale (Full Frame Inspiration award) pour Des rêves sans étoiles au Festival du film documentaire Full Frame (en), États-Unis, 2016[14]
- Mention spéciale du jury pour Des rêves sans étoiles au Festival international DokuFest (en), Kosovo, 2016[15]
- Prix du meilleur long métrage documentaire pour Des rêves sans étoiles au 26e Festival Message To Man, Russie, 2016[16]
- Prix Grierson du meilleur documentaire pour Des rêves sans étoiles au 60e Festival du film de Londres BFI, Angleterre, 2016[17]
- Grand Prix Nanook - Jean Rouch pour Des rêves sans étoiles au 35e Festival International Jean Rouch, France, 2017[18]
- Prix du meilleur réalisateur pour Sunless Shadows au 32e Festival international du film documentaire d'Amsterdam (IDFA), Pays-Bas, 2019[19]
- Mention honorable pour Sunless Shadows au 17e Festival du film documentaire Big Sky (en), États-Unis, 2020[20]
- Corne d'argent du meilleur réalisateur d'un film traitant des enjeux sociaux et prix du jury étudiant pour Sunless Shadows au 60e Festival du film de Cracovie, Pologne, 2020[21]
- Prix du meilleur film pour Sunless Shadows au 8e Festival international du film documentaire CinéDOC-Tbilisi, Georgie, 2020[22]
- Mention spéciale du jury pour Sunless Shadows au Festival international du film documentaire ZagrebDox, Croatie, 2020[22]
- Prix du meilleur film  pour Sunless Shadows au 11e Festival du film du Moyen-Orient, Italie, 2020[22]
- Prix des droits humains – 12e Festival international du film documentaire Millenium, Belgique, 2020[23]
- Grand Prix Nanook - Jean Rouch pour Sunless Shadows au 39e Festival International Jean Rouch, France, 2020[24]
- Prix du jury - Compétition internationale pour Sunless Shadows au 13e Festival international du film des droits humains This Human World (de), Autriche, 2020
- Mention honorable pour Sunless Shadows au 30e Festival Films from the South (en), Norvège, 2020
- Prix du meilleur documentaire – Catégorie films spirituels pour Sunless Shadows au 19e Festival international du film de Dhaka (en), Bangladesh, 2021[25]
- Prix du meilleur film – Section Empire of Forgiveness pour Sunless Shadows au 7e Festival international du film documentaire de Budapest, Hongrie, 2021